# Zamek w Dryssie
Zamek w Dryssie – budowla obronna w mieście Dryssa (obecnie Wierchniedźwińsk na Białorusi).

## Historia
W XIV wieku w Dryssie istniały drewniane umocnienia, rozbudowane do postaci zamku z polecenia króla Zygmunta II Augusta. W 1563 roku zdobyty przez wojska moskiewskie pod wodzą Iwana Groźnego, w 1579 odbity i przywrócony w skład Rzeczypospolitej przez Stefana Batorego. W XVII w. popadł w ruinę.
Do czasów obecnych nie zachowały się po nim żadne ślady.